# سسک گلوسفید هیوم
سسک گلوسفید هیوم (نام علمی: Sylvia althaea) نام یک گونه از سرده سسک معمولی است.

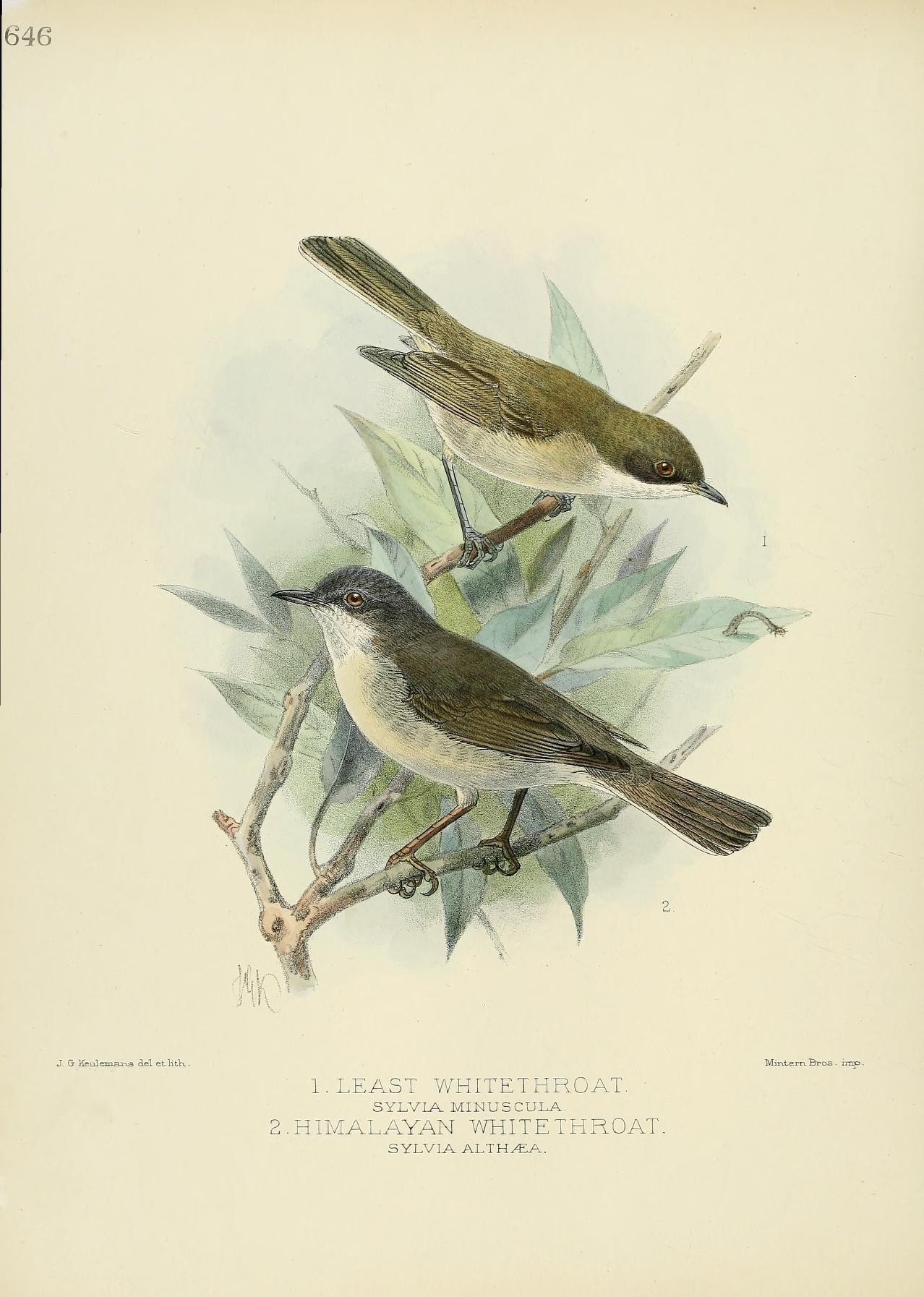
سسک گلوسفید هیوم